# Chatham (Regno Unito)
Chatham (pronuncia: /ˈtʃætəm/) è una località di circa 76 000 abitanti della contea del Kent, in Inghilterra. È situata a meno di un'ora di auto dalla capitale Londra. È conosciuta, tra l'altro, per la presenza di un museo dedicato all'autore inglese Charles Dickens (Dickens World) e per un campus, il Medway Campus, che ospita due università: la University of Greenwich e la University of Kent.

## Amministrazione

### Gemellaggi
- Valenciennes, Francia